# Den Ankerske Marmorforretning
Den Ankerske Marmorforretning A/S var en virksomhed i Københavns Frihavn, der importerede marmor fra Norge. Marmorvej i Frihavnen har taget navn efter virksomheden.
Virksomheden var begyndt 1. april og stiftet 15. oktober 1895 som filial af Den Ankerske Marmorforretning i Frederikshald. I 1917 blev den omdannet til et uafhængigt dansk aktieselskab. Firmaets bygninger, hvoraf nogle stadig eksisterer, er tegnet af Martin Borch.
Ved kgl. resolution af 3. september 1895 blev det bestemt, at der i henhold til Lov om norsk statsborgerret mm. af 21. april 1888 §9 meddeles Den Ankerske Marmorforretning ved Frederikshald tilladelse til med fuld retsvirkning at erhverve ejendomsret til de på særlig fortegnelse opførte ejendomme samt brugsret til udbrydning af marmor og lignende stenarter på de på en anden fortegnelse opførte ejendomme. Tilladelsen er betinget af, at selskabets bestyrelse til enhver tid har sit hjemsted og sæde i Norge, og at mindst dens halve medlemsantal er norske statsborgere og resten danske.
I 1899 bestod bestyrelsen af 3 medlemmer: Isak Glückstadt, H.N. Fussing og Kristian Rørdam. Aktiekapitalen var i samme år på kr 1.500.000. Kristian Rørdam var adm. direktør 1896-1900.
Forretningsførere i 1950: Hugo Adler (f. 1875) og Axel Repsdorph (f. 1871).